# Louriceira
Louriceira is een plaats (freguesia) in de Portugese gemeente Alcanena en telt 61199 inwoners (1999).